# Teodor Rak
Teodor Marcin Rak (ur. 10 listopada 1904 w Brzezinach Śląskich, zm. 17 września 1976 w Skrzyszowie) — polski ksiądz katolicki.
Szkołę podstawową ukończył w Mikulczycach. Naukę w Gimnazjum rozpoczyna w Zabrzu, a po przeprowadzce do Kochłowic kontynuuje w Katowicach. W 1925 roku egzamin maturalny zdaje w Chorzowie. Po maturze studia na Uniwersytecie Jagiellońskim - Wydział Teologiczny w Krakowie. 
Święcenia kapłańskie 30 czerwca 1930 roku w Krakowie. W latach 1930–33 wikariusz w parafii Ścięcia św. Jana Chrzciciela w Goduli. Od 1933 do 1935 wikary w parafii św. Piotra i Pawła w Katowicach. Następny rok to Rybnik i parafia Matki Boskiej Bolesnej. Następnie w latach 1936–39 to posługa w parafii Matki Boskiej Różańcowej w Łaziskach Górnych. Z początkiem II wojny mianowany na substytuta parafii Matki Boskiej Szkaplerznej w Gierałtowicach. W 1942 roku zostaje mianowany na administratora tej parafii. 10 lipca 1947 roku został mianowany proboszczem chropaczowskiej parafii Matki Bożej Różańcowej. 
Był zapalonym muzykiem, organistą, znawcą polifonii, pionier tłumaczenia z łaciny tekstów liturgicznych na język polski. Jeden z recenzentów i opiniotwórców "Regulaminów dla spraw Organistowskich" oraz nowych "Skarbców modlitw i pieśni". 21 grudnia 1955 roku otrzymał tytuł doktora teologii na Wydziale Teologicznym Akademii Teologii Katolickiej w Warszawie na podstawie pracy Rola polskiej pieśni kościelnej w duszpasterstwie górnośląskim z równoczesnym uwzględnieniem jej wpływu na życie narodowe na Górnym Śląsku, napisaną pod kierunkiem Stanisława Hueta.
Na skutek różnych kłopotów związanych z troską o chropaczowski kościół, a generalnie problemy z ciągłymi szkodami górniczymi kosztowały księdza proboszcza utratą zdrowia - udar mózgu. W wyniku choroby ksiądz Rak przenosi się w 1969 roku na parafię najbliższego sobie współpracownika w Chropaczowie ks. proboszcza Zygmunta Perdyły do Skrzyszowa - parafia św. Michała Archanioła. Tam też 17 września 1976 roku umiera i zostaje pochowany na miejscowym cmentarzu.